# Особняк Скворцова (Саратов)
Особняк Скворцова в Саратове — особняк в стиле модерн, стоящий на углу улиц Некрасова и Григорьева. Данное здание было построено в начале XX века видным адвокатом, членом дирекции музыкального училища и консерватории Александром Ивановичем Скворцовым. В архитектурном плане наиболее примечательными элементами постройки являлись облицовка кафелем и барельеф головы Сфинкса. Скворцов с женой и двумя сыновьями располагался на втором этаже, а первый сдавал состоятельным квартирантам.

## История
Рядом с домом находилась конюшня на два стойла, где хозяин держал верховую кобылу Жозефину, на которой любил гарцевать на саратовских улицах. Особенно нравилось ему пускать лошадь в галоп и обгонять трамвайный вагон, курсировавший по Московской, где под № 81 находится доходный дом, также принадлежавший Скворцову.
В канун Октябрьской революции Скворцов оказался в стане её противников. В 1918 году он примкнул к контрреволюционному заговору, окончившемуся провалом, и в результате был арестован и расстрелян.
В советское время особняк Скворцова был превращён в многоквартирный дом. С ним связано имя известного в городе врача-окулиста, почётного гражданина Саратова Ольги Александровны Гордеевой. В восьмидесятые годы, когда планировалось возведение пристройки к зданию издательства «Коммунист», особнякам Скворцова и Бореля (Дворец бракосочетаний) угрожал снос, но общество охраны памятников сумело их сохранить. В 1990-х годах здание было капитально отремонтировано выкупившей его строительной фирмой «Кардан».

## Архитектура
Здание тяготеет к рациональному модерну. Его композиция подчёркнуто симметрична. Пилон и окно — два основных элемента, чередование которых формирует фасады. В отделке особняка использованы глазурованный кирпич и керамическая плитка. По контрасту с фасадной плоскостью решены ключевые фрагменты – завершения угловых пилонов (маска сфинкса и фигуры загадочных птиц) и входной портал (ещё одна маска, резная дверь). Остальные детали и части здания находятся в тесной формальной, пропорциональной и смысловой связи: тема строенных полукруглых окошек полуподвала угадывается в парапете третьего этажа и решётках ограждений, мелкая клетка оконных переплетов помогает избежать диссонанса самых разных по размерам проёмов; в этом же ритме движется орнамент по междуэтажному карнизу.
Скончавшаяся в 1981 году 95-летняя жительница города Саратова Магдалина Ивановна Черкасова, хорошо знавшая семью А.И. Скворцова, утверждала, что сфинкс на фасаде здания – это скульптурное изображение супруги хозяина дома – Веры Петровны Бестужевой.

## Фотографии

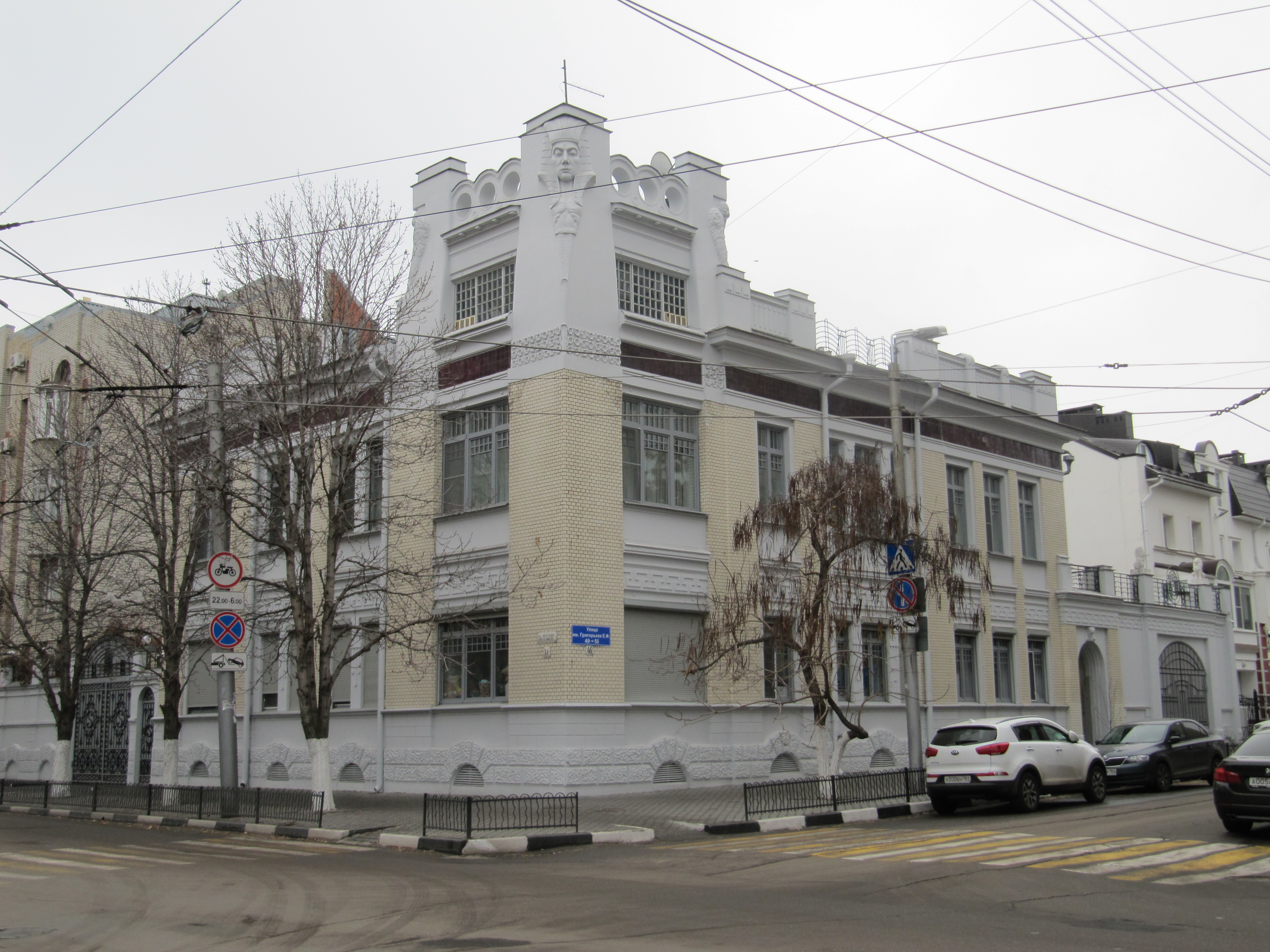
Общий вид
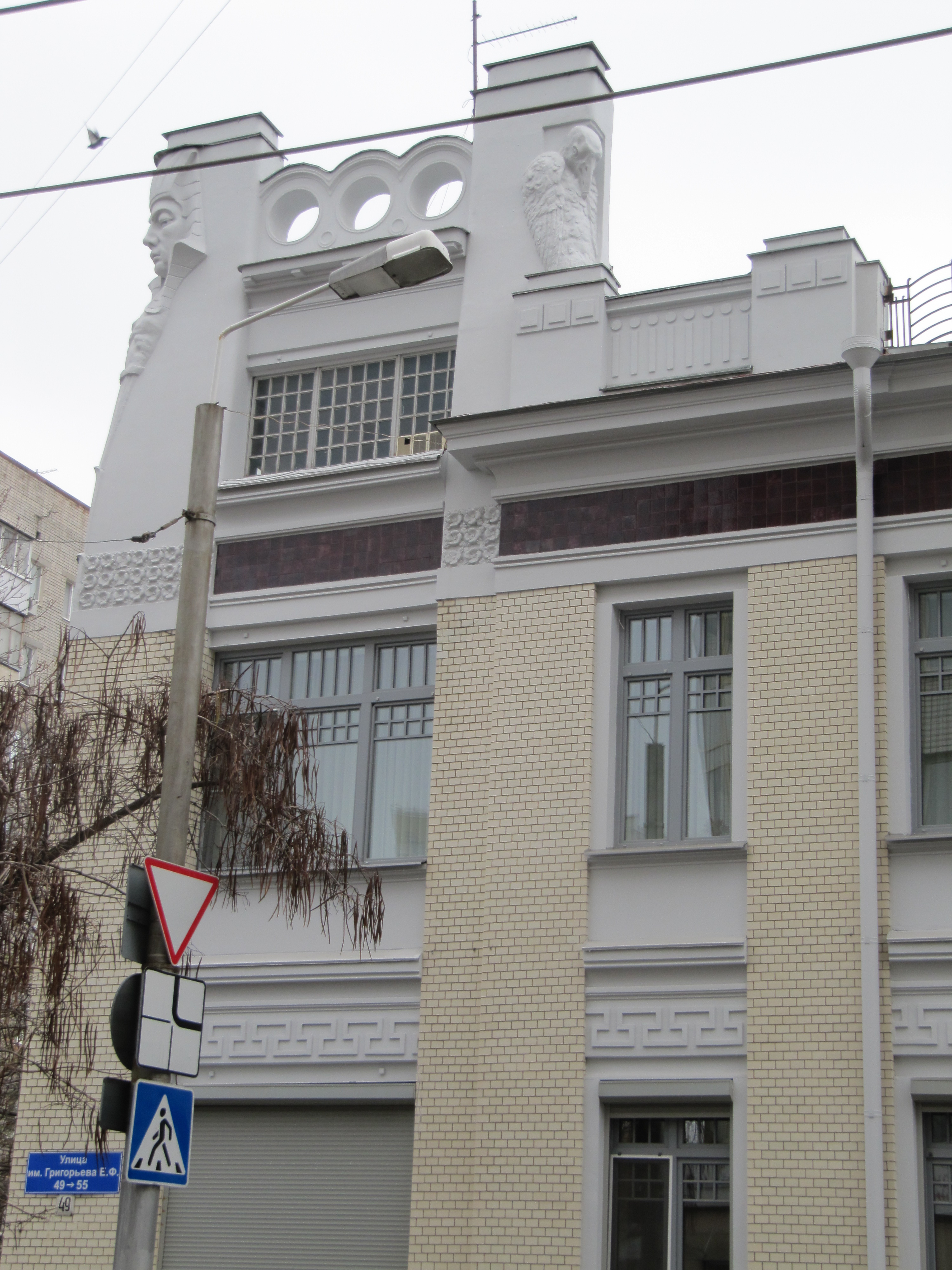
Аттик с ул. Григорьева
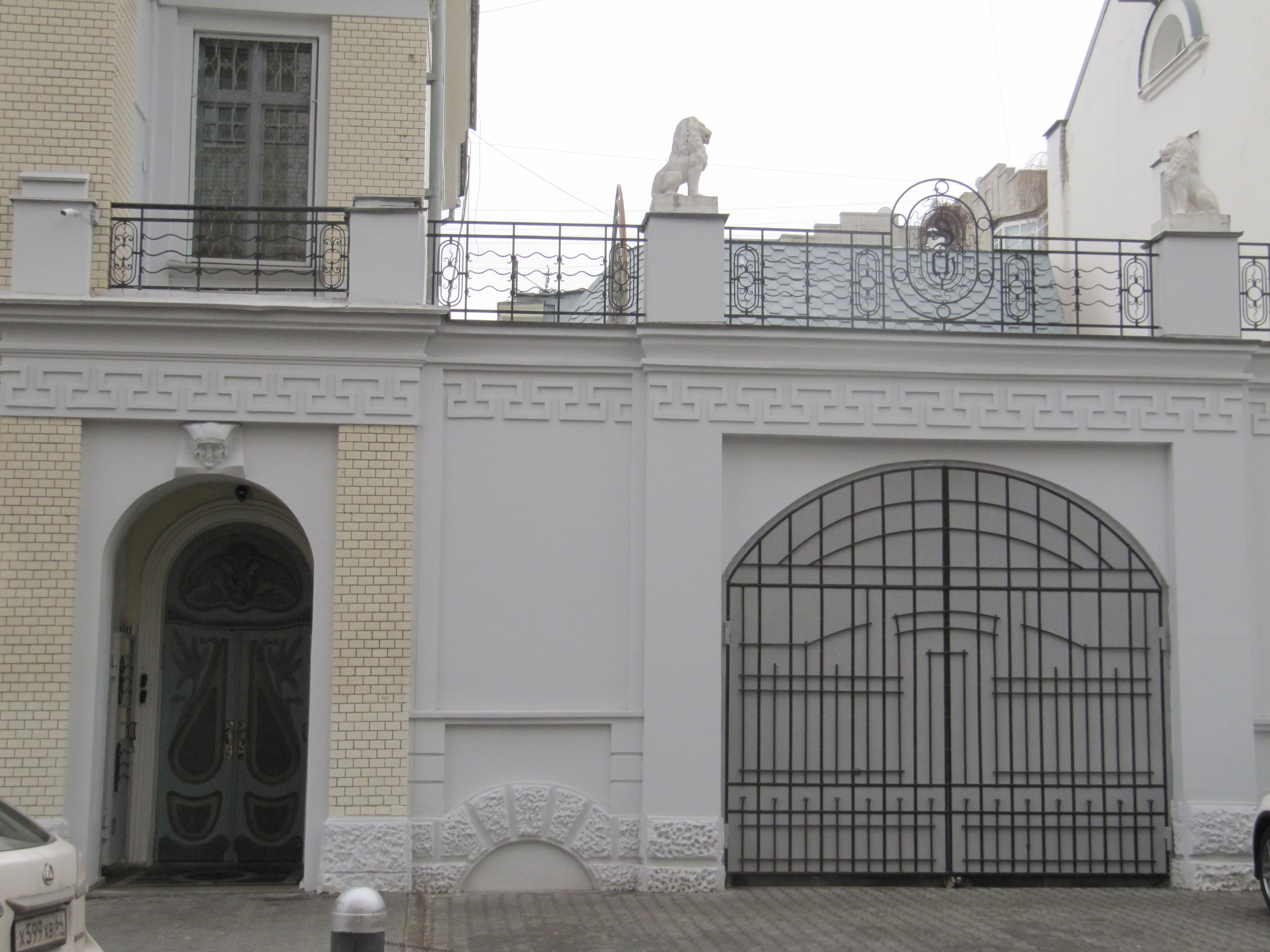
Входная группа
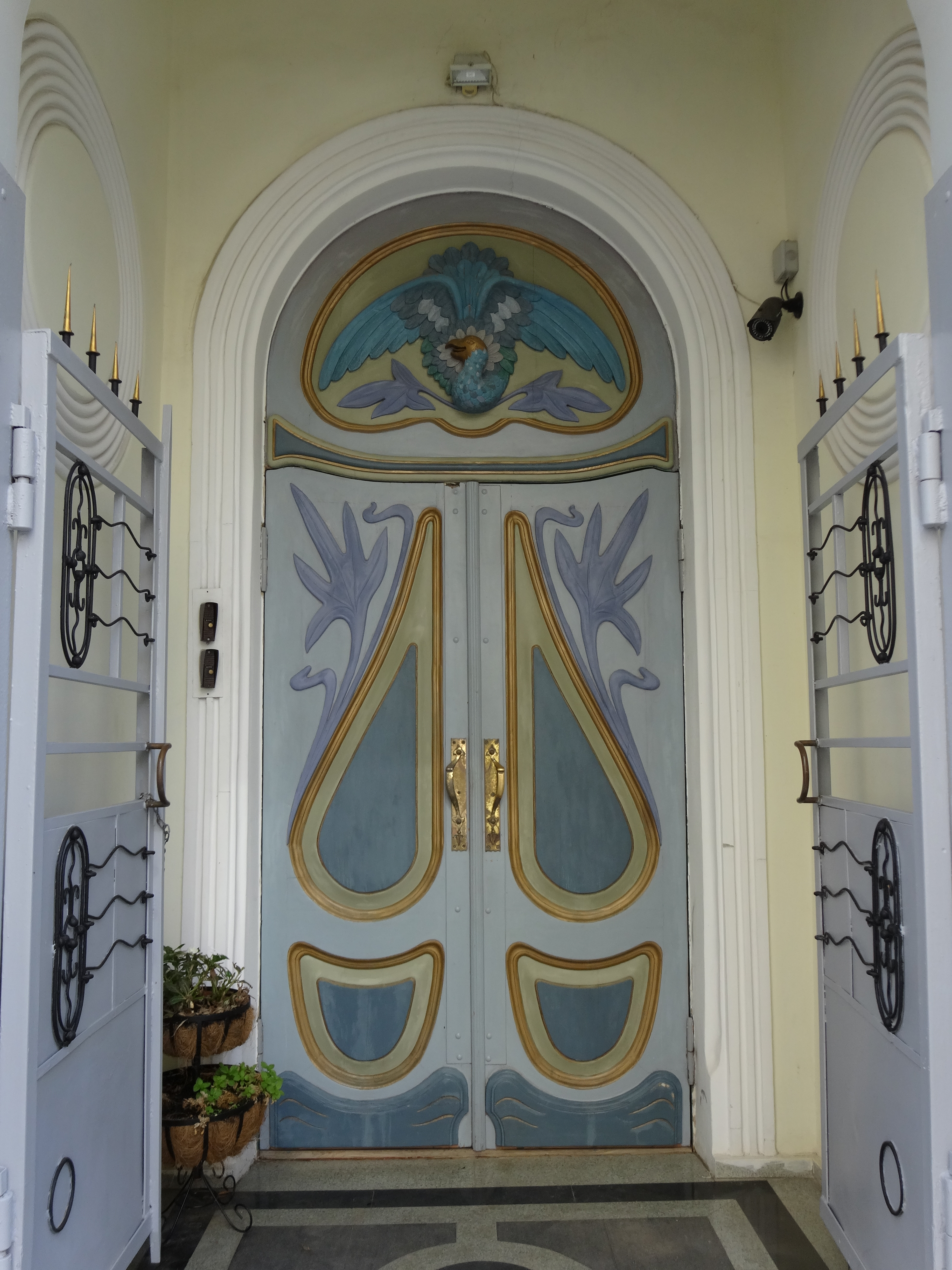
Входные двери
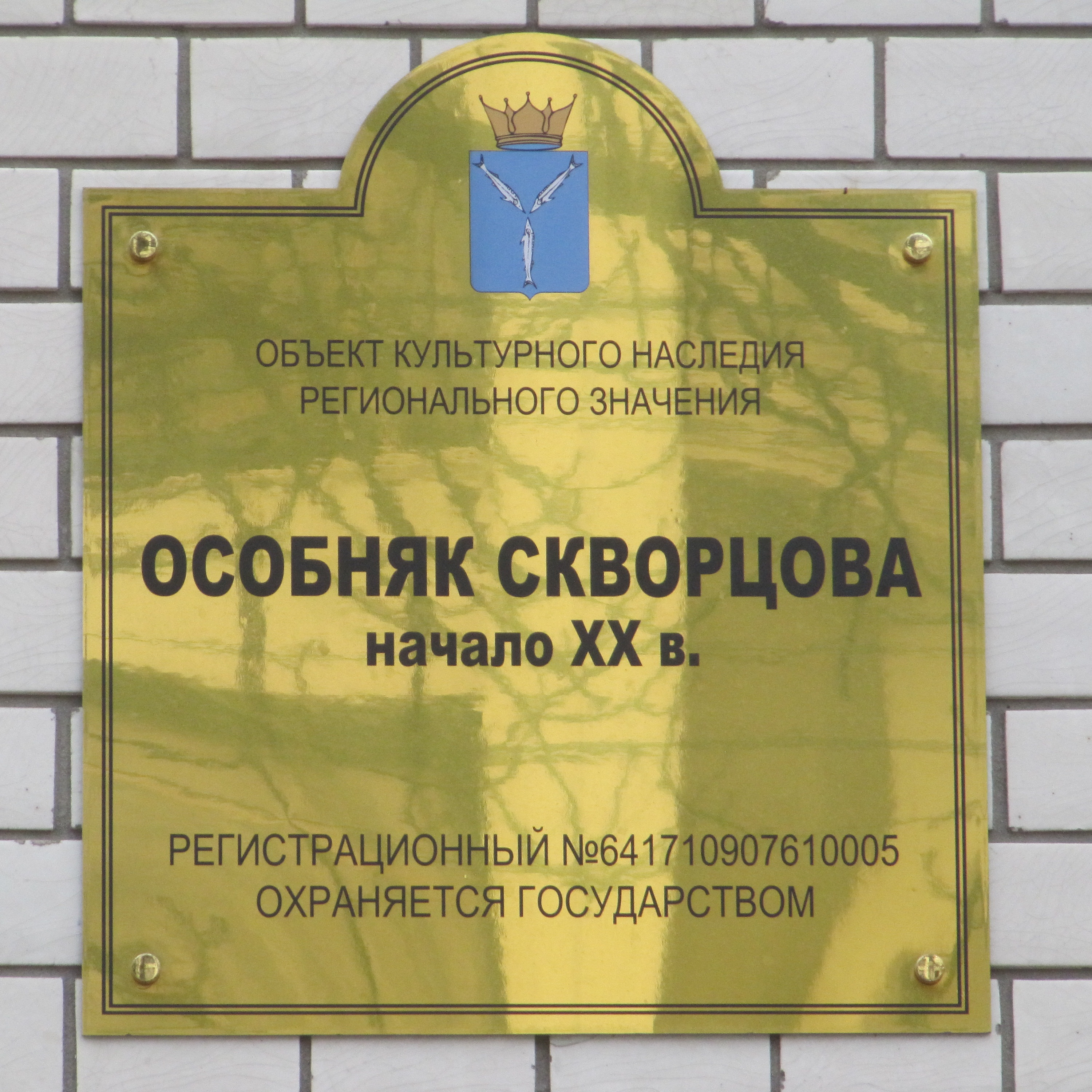
Особняк Скворцова — табличка